# I Am Alive in Everything I Touch
I Am Alive in Everything I Touch es el octavo álbum de estudio de la banda canadiense de post-hardcore Silverstein. El álbum fue lanzado el 19 de mayo de 2015 por Rise Records. Es el primer álbum editado por la banda con el nuevo sello, tras los tres anteriores editados por Hopeless. El álbum debutó en el puesto 33 del Billboard 200 con 15.598 copias vendidas en su primera semana, frente a su álbum anterior, que ocupó el puesto 59.

## Música y letra
Similar a A Shipwreck in the Sand (2009) y This Is How the Wind Shifts (2013), I Am Alive in Everything I Touch es un álbum conceptual escrito por el letrista y vocalista principal Shane Told. El álbum está dividido en 4 capítulos: "Borealis" (Norte), "Austeralis" (Sur), "Zephyrus" (Oeste) y "Eurus" (Este). El escenario de cada pista es una ciudad diferente que geográficamente cae en esa región, con grabaciones de la vida real de cada ciudad incorporadas a las canciones.

## Track listing
| Chapter I: Borealis |                                   |          |  |
| N.º                 | Título                            | Duración |  |
| 1.                  | «Toronto (abridged)»              | 0:46     |  |
| 2.                  | «A Midwestern State of Emergency» | 3:35     |  |
| 3.                  | «Face of the Earth»               | 3:03     |  |

| Chapter II: Austeralis |                              |          |  |
| N.º                    | Título                       | Duración |  |
| 4.                     | «Heaven, Hell and Purgatory» | 2:57     |  |
| 5.                     | «Buried at Sea»              | 3:06     |  |
| 6.                     | «Late on 6th»                | 5:05     |  |

| Chapter III: Zephyrus |                           |          |  |
| N.º                   | Título                    | Duración |  |
| 7.                    | «Milestone»               | 3:28     |  |
| 8.                    | «The Continual Condition» | 3:30     |  |
| 9.                    | «Desert Nights»           | 3:02     |  |

| Chapter IV: Eurus |                        |          |  |
| N.º               | Título                 | Duración |  |
| 10.               | «In the Dark»          | 3:27     |  |
| 11.               | «Je me Souviens»       | 3:27     |  |
| 12.               | «Toronto (unabridged)» | 5:01     |  |

## Posicionamiento en lista
| Chart (2015)                            | Peak position |
| --------------------------------------- | ------------- |
| Canadá (Billboard Canadian Albums)      | 18            |
| Estados Unidos (Billboard 200)          | 33            |
| Estados Unidos (Digital Albums)         | 22            |
| Estados Unidos (Independent Albums)     | 3             |
| Estados Unidos (Top Alternative Albums) | 6             |
| Estados Unidos (Top Hard Rock Albums)   | 3             |
| Estados Unidos (Top Rock Albums)        | 6             |
| Estados Unidos (Top Tastemaker Albums)  | 3             |